# Terra Cresta
 (juillet 2019).
Si vous disposez d'ouvrages ou d'articles de référence ou si vous connaissez des sites web de qualité traitant du thème abordé ici, merci de compléter l'article en donnant les références utiles à sa vérifiabilité et en les liant à la section « Notes et références ».
Terra Cresta est un shoot them up à scrolling vertical sorti en 1985, édité et développé par Nichibutsu.

## Système de jeu
Le joueur pilote un petit vaisseau spatial. Au cours de la partie le joueur peut récupérer plusieurs modules qui s'attacheront à son vaisseau, lui permettant de tirer dans plusieurs directions à la fois et le rendant ainsi de plus en plus puissant. Le module final transforme le vaisseau en Phénix, celui-ci devient alors invulnérable pendant un laps de temps.
Il est également possible d'utiliser le second bouton afin de séparer les modules du vaisseau et de pouvoir tirer dans plusieurs directions.
Le joueur commence le jeu avec trois vies. Il est également possible de jouer à deux de manière alternée.